# Edward Sebastian Burke-Gaffney
Edward Sebastian Burke-Gaffney, britanski general, * 1900, † 1981.